# Convair Model 21
Die Convair Model 21 war ein Entwurf für ein trägergestütztes U-Boot-Jagdflugzeug für die U.S. Navy. Es blieb beim Konzeptentwurf, da Lockheed die VSX (Heavier-than-air, Anti-submarine, Experimental) Ausschreibung gewann.

## Geschichte
Als abzusehen war, dass der in die Jahre gekommene, durch zwei Sternmotoren angetriebene U-Boot-Jäger Grumman S-2 Tracker keinen effektiven Einsatz mehr zulassen wird, wurde 1967 ein Konstruktionswettbewerb ausgerufen (VSX (Heavier-than-air, Anti-submarine, Experimental)). Es beteiligten sich an der Ausschreibung Convair mit dem Model 21, Grumman mit dem Projekt G-304, Lockheed mit CL-806/CL995, McDonnell Douglas mit ihrem Model 201, und North American Rockwell. Daraus ging das von Lockheed konzipierte Modell CL-806/CL995, eines Turbofan-getriebenen U-Boot-Jägers hervor der unter der Bezeichnung Lockheed S-3 Viking in Produktion ging.

## Technik
Für die Convair Model 21 wurden diverse Windkanalmodelle erstellt. Auch ein gesamtes Flugzeugmockup wurde erstellt, zusammen mit einem separaten Vorderrumpfmockup für die Besatzungsräume, ein Teilrumpfmockup für die Avionik und Systemeinrichtung. Dazu wurde ein Torpedoschachtmockup inklusive einem Triebwerk in der entsprechenden Positionierung zum Torpedoschacht. Damit konnte das be- und entladen des Torpedoschachtes verifiziert werden.
Das Convair Model 21 war der schlussendlich gebauten Lockheed S-3 sehr ähnlich. Hauptunterschiede sind die nach außen gewölbten Cockpitscheiben und etwas höher positionierte Höhenleitwerke.

## Versionen
Während die Lockheed S-3 am Anfang als reiner U-Bootjäger geplant war und erst später zu Tankflugzeugen und zu 5 Transportflugzeugen umgerüstet wurden, war bei der Convair Model 21 von Anfang an auch eine Version als Transporter mit Heckladerampe geplant. Des Weiteren war das Convair Model 21 auch als AWACS zur Konkurrenz der E-2 Hawkeye geplant. Diese Version hatte nebst dem obligaten drehbaren Radar auf dem Rumpfrücken kein zentrales Seitenleitwerk mehr, sondern (vergleichbar wie bei der Bell-Boeing V-22) ein Doppelseitenleitwerk am Ende der Höhenruder.